# Reiner Stahel
Reiner Stahel, (15 de janeiro de 1892 - 30 de novembro de 1955) foi um oficial alemão e membro do Partido Nazista . Ele é mais conhecido por seu comando durante a retirada de Vilna e pelo comando da guarnição de Varsóvia durante a Revolta de Varsóvia de 1944. Preso pelo NKVD na Romênia, ele passou o resto de sua vida em cativeiro soviético.

## Carreira
Nascido em Bielefeld, Stahel ingressou no Exército Alemão durante a Primeira Guerra Mundial. No final da guerra, ele se mudou para a Finlândia e se juntou ao Exército Finlandês, participando da Guerra Civil Finlandesa . Em 1933 foi para a Alemanha nazista, onde trabalhou no Ministério da Aviação.
O mesmo participou da invasão alemã da União Soviética como comandante de Flakregiments (Nº34 e Nº99) e da 4ª Divisão de Campo da Luftwaffe (setembro de 1942). Durante a Batalha de Stalingrado, Stahel conduziu ações defensivas à frente do Kampfgruppe Stahel . Em 21 de janeiro de 1943, foi promovido a Major General e depois transferido.
No final de maio de 1943, foi nomeado comandante da 22ª Brigada Flak na Itália e encarregado da proteção do Estreito de Messina . Após a retirada alemã da Sicília e a rendição da Itália, Stahel foi nomeado comandante militar da cidade de Roma em setembro de 1943.
Em julho de 1944, foi transferido para Vilnius, na Lituânia, onde se tornou o comandante militar da guarnição. Comandando inicialmente cerca de 500 homens, logo recebeu reforços e foi capaz de adiar a captura daquela cidade pelos guerrilheiros poloneses e pelo Exército Vermelho. Por seus esforços, em 28 de julho de 1944, ele foi condecodaro com as Espadas da Cruz de Cavaleiro e promovido ao posto de Tenente General .

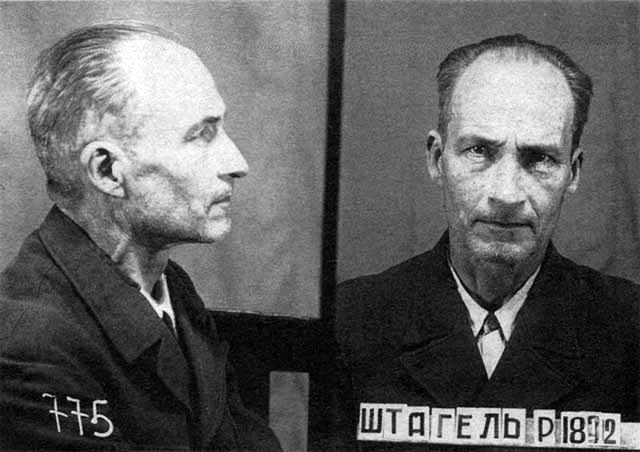
Reiner Stahel após prisão peloNKVD em 1944

Stahel foi transferido para Varsóvia, onde deveria defender a cidade contra o avanço do Exército Vermelho.  No entanto, a ofensiva soviética foi interrompida e, em vez disso, em 1 de agosto a  Revolta de Varsóvia foi iniciada pelo Exército Nacional Polonês que se levantou pela cidade. No primeiro dia da revolta, Stahel foi cercado em seu quartel-general no Palácio Saxão e perdeu o controle da situação tendo dificuldades em contatar suas unidades. Em 4 de agosto, o comando sobre as forças nazistas em Varsóvia foi dado ao comandante da Waffen-SS Erich von dem Bach e o lugar onde Stahel estava sitiado foi colocado sob o novo comandante. Em 7 de agosto as tropas de Oskar Dirlewanger tenham conseguido alcançar as posições de Stahel no centro da cidade as liberando, Stahel não reassumiu seu comando sobre a guarnição da cidade, em vez disso, em 24 de agosto ele foi despachado para Bucareste, onde combates urbanos semelhantes foram antecipados pelo quartel-general alemão para assim preparar a guarnição do lugar; suas tropas tentaram ocupar Bucareste em 24 de agosto, mas foram repelidas por tropas leais ao rei Miguel I, durante este e os dias seguintes, a Romênia mudou de lado e o Exército Vermelho entrou na cidade sem oposição.

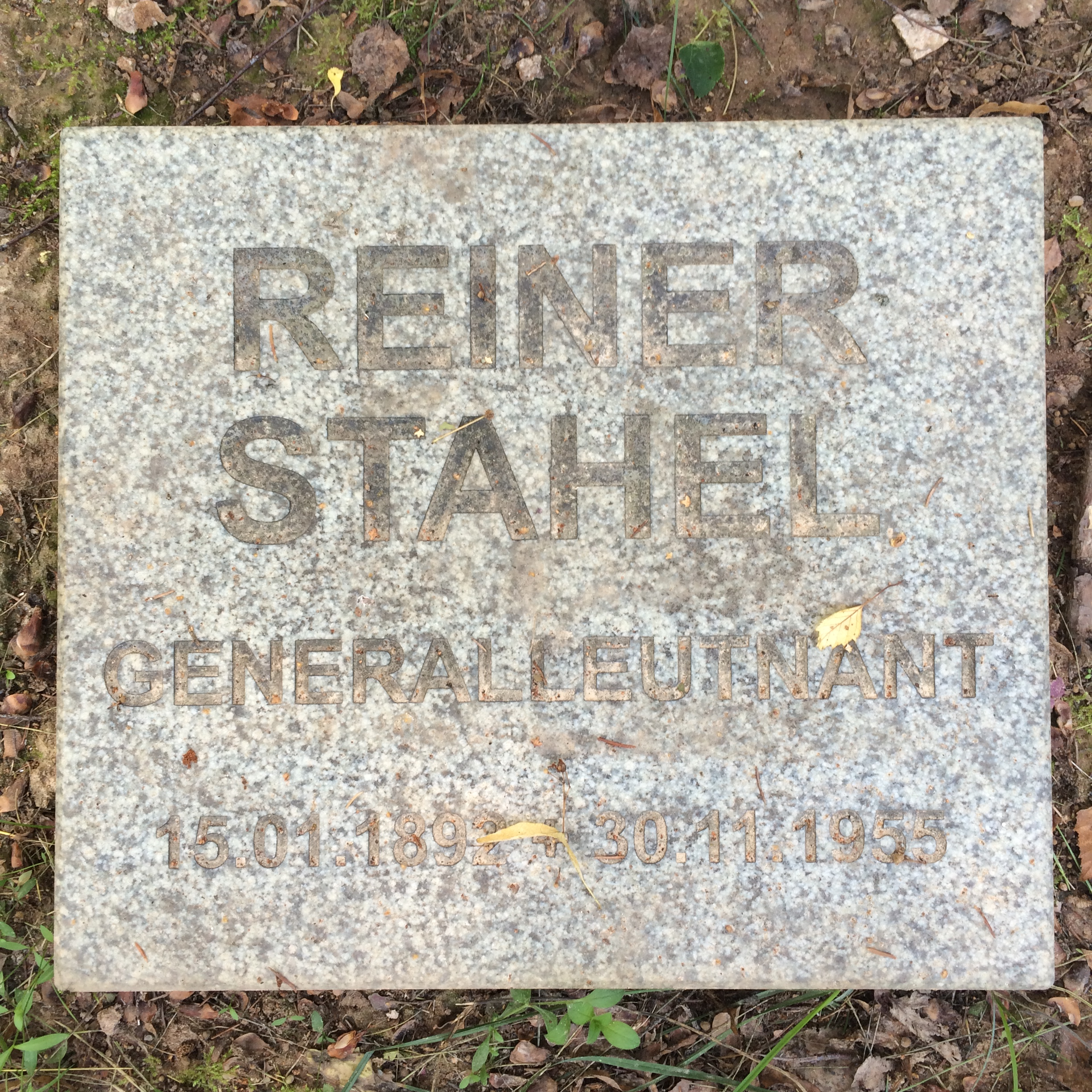
Túmulo de Stahel em Cherntsy

Em 20 de setembro de 1944, Stahel foi preso pelo NKVD junto com o marechal de campo Ion Antonescu . Interrogado por sua participação na Revolta de Varsóvia, ele foi preso na União Soviética. A data exata de sua morte é um assunto controverso. Segundo fontes soviéticas, Stahel morreu em 30 de novembro de 1952. No entanto, outras fontes mencionam que Stahel morreu em 1955 no campo de prisioneiros de oficiais de Voikovo de um ataque cardíaco quando foi informado de sua possível transferência para a Alemanha.

## Supressão do levante de Varsóvia
Apesar de seu papel relativamente limitado na supressão do levante de Varsóvia de 1944, Stahel foi responsável por uma série de crimes cometidos contra a população civil de Varsóvia. Em 2 de agosto, ele ordenou a morte de todos os homens identificados como insurgentes ou potenciais e a tomada de reféns entre a população civil para serem usados como escudos humanos ao atacar posições insurgentes. O 4º Regimento de Granadeiros da Prússia Oriental da 562ª Divisão de Granadeiros que chegou a Varsóvia em 3 de agosto relatou que Stahel lhes deu a ordem de "matar todos os homens encontrados, remover mulheres e crianças e queimar todas as casas".  Além disso, Stahel ordenou a execução de prisioneiros poloneses detidos na prisão na rua Rakowiecka no distrito de Mokotów  e saques oficialmente sancionados perpetrados por soldados alemães, permitindo-lhes tirar qualquer coisa que quisessem das casas em chamas. 

## Condecorações
- Cruz de Ferro (1914) 1ª e 2ª Classe.
- Cruz de Ferro (1939-1941) 1ª e 2ª Classe
- Cruz de Cavaleiro da Cruz de Ferro com Folhas de Carvalho e Espadas
  - Cruz de Cavaleiro em 18 de janeiro de 1942 como Oberstleutnant e comandante do Flak-Regiment 34. [6]
  - Folhas de Carvalho em 4 de janeiro de 1943 como Oberst e comandante da Luftwaffe - Kampfgruppe "Stahel" 
  - Espadas em 18 de julho de 1944 como Generalmajor e comandante da Fester Platz Wilna [7]